# Гверин II (маркиз Бургундии)
Гверин (Варин) II (фр. Guerin (Warin); умер около 853/856) — граф Шалона с 819/835 года, граф Макона с 825 года, граф Мемонтуа и Шануа с 831 года, граф Отёна, Оксуа и Десмуа с 844 года и маркиз Бургундии с 844 года.

## Биография

### Происхождение
Происхождение Гверина II точно не установлено. Сложность заключается также в том, что в первой половине IX века существовало два человека по имени Гверин (Варин) и часто трудно разделить, к кому относятся какие известия.
Гверин II мог быть сыном графа Шалона Гверина I. По другим версиям, он мог быть сыном Гильома Желонского или братом графа Оверни Бернара I.

### Правление
Гверин II был очень заметной фигурой в Бургундии, объединив в своих руках несколько бургундских графств. Унаследовав графство Овернь, он принимал активное участие в междоусобной борьбе между императором Людовиком I Благочестивым с сыновьями. Вначале он был сторонником Лотаря I: именно Гверин увёз в 830 году в ссылку в Пуатье императрицу Юдифь. После раздела 831 года его влияние в Бургундии значительно выросло. Однако в 834 году Гверин перешёл на сторону императора, защищая город Шалон от армии Лотаря. Несмотря на это, город был захвачен и опустошен, но Лотарь пощадил Гверина, обязав его принести присягу верности.
В 835 году Гверин II назван графом Шалона (хотя получил его он, скорее всего, раньше). В 835 и 840 году он отсутствовал в Бургундии, находясь в Лионе, Вьенне, Тулузе. В анналах в 840 и 842 годах он упоминался как маркграф («герцог») Бургундии («dux Burgundiae potentissimus») и Тулузы («dux Tolosanus»). В это время он распространил своё влияние до Роны и Готии. В 839 году Гверин был лишен Оверни.
После смерти императора Людовика в 840 году Гверин II перешёл на сторону Карла Лысого, присягнув ему на верность в Орлеане. В 841 году он участвовал в битве при Фонтенуа, в котором войско Карла Лысого и Людовика Немецкого сошлось с армией императора Лотаря. За это он после подписания Верденского договора в 843 году получил графства Отён, Оксуа и Десмуа. Вместе с уже имевшимися у него графствами Макон, Шануа и Мермонтуа это сделало Гверина самым могущественным феодалом в Бургундии. С этого момента он стал маркграфом или маркизом Бургундии.
В 850 году Гверин II послал своего старшего сына Изембарта в Готию против Гильома, сына Бернарда Септиманского, восставшего против Карла Лысого. Изембарт попал в плен, но вскоре ему удалось бежать. Собрав большие силы, он захватил Гильома, который вскоре был казнен по приказу короля.

### Брак и дети
Жена: Ава
- Изембарт (815—858), граф Отёна, Шалона, Дижона и Макона с 853[3]